# Įpiltis
Įpiltis je říčka 1. řádu na západě Litvy v okrese Kretinga, levý přítok řeky Šventoji, do které se vlévá 1 km východně od obce Senoji Įpiltis, 29,8 km od jejího ústí do Baltského moře na hranici s Lotyšskem. Pramení 0,5 km východně od obce Peldžiai, na jihovýchodním okraji lesíku Pilybiškės miškas, který celý obtéká kolem dokola po jeho okraji a dále teče směrem západním pod názvem Juodupis až do soutoku s Pievupisem v obci Naujoji Įpiltis, za kterým se již jmenuje Įpiltis (dříve Impiltis), začíná silně meandrovat, pokračuje dále směrem západním, protéká obcí Senoji Įpiltis, míjí hradiště Senosios Įpilties piliakalnis (na obrázku), za kterým se stáčí k jihozápadu, protéká rybníkem Senosios Įpilties tvenkinys, u kterého býval (vyhořel) vodní kolový mlýn, za kterým po více než 1 km ústí do Šventoji. Prvních 5,7 km horního toku je regulováno, dále přirozeně meandruje širokým údolím. Na pravém břehu je starý hřbitov vsi Plokščiai, dále u obce Naujoji Įpiltis mytologický kámen Daubos kūlis a u téže obce kultovní kopec (baltský, pohanský) Alkos kalnas, starý hřbitov, hradiště Senosios Įpilties II piliakalnis jinak nazývané také Karių kalnas nebo Karo kalnas, dále další pohanský obětní kámen Senosios Įpilties Aukuro akmuo, dále další, již zmíněné hradiště Senosios Įpilties piliakalnis, několik starých i novější hřbitov.

## Přítoky
- Levé:

| Hydrologické pořadí | Řeka     | Délka (km) | Povodí (km²) | Vzdálenost od ústí (km) | Ústí kde | Koordináty ústí                 |
| ------------------- | -------- | ---------- | ------------ | ----------------------- | -------- | ------------------------------- |
| 20010111            | Pelkupis | 2,8        | 3,1          | 13,5                    | Peldžiai | 56°6′44″ s. š., 21°23′59″ v. d. |

- Pravé:

| Hydrologické pořadí | Řeka                             | Délka (km) | Povodí (km²) | Vzdálenost od ústí (km) | Ústí kde        | Koordináty ústí                 |
| ------------------- | -------------------------------- | ---------- | ------------ | ----------------------- | --------------- | ------------------------------- |
| 20010112            | Pievupis                         | 7,4        | 16,2         | 5,3                     | Naujoji Įpiltis | 56°7′24″ s. š., 21°17′49″ v. d. |
|                     | Alkupis                          | 0,6        |              |                         | Naujoji Įpiltis | 56°7′26″ s. š., 21°16′4″ v. d.  |
| 20010114            | Stunis neboli Stupis, Graistupis | 3,6        | 5,3          | 1,1                     | Senoji Įpiltis  | 56°7′32″ s. š., 21°14′57″ v. d. |

## Sídla při řece
- Peldžiai, Plokščiai, Naujoji Įpiltis, Senoji Įpiltis

## Jazykové souvislosti
Įpiltis je v litevštině (na rozdíl od češtiny) rodu ženského, číslo jednotné (na rozdíl od jiných slov nebo názvů, zakončených na -is, která jsou rodu mužského). Obecné slovo įpilti v litevštině znamená vlít, nalít.